# Septo escrotal
En anatomía, se denomina septo escrotal a una capa vertical de tejido fibroso que divide los dos compartimentos del escroto. Se compone de tejido conectivo flexible. Su estructura se extiende a la superficie de la piel del escroto como el rafe escrotal. Es una pared incompleta de tejido conectivo y músculo no estriado (dartos fascia) que divide el escroto en dos sacos, cada uno con un testículo.
Los septos histológicos se ven en la mayoría de los tejidos del cuerpo, particularmente donde se necesitan para endurecer el tejido celular blando, y también proporcionan planos de entrada para los vasos sanguíneos pequeños. Un septo es una pared transversal. Por lo tanto, divide una estructura en partes más pequeñas.
El septo escrotal se usa en cirugía reconstructiva para restaurar tejidos y/o órganos reproductivos lesionados o cortados por un traumatismo.